# Selección de voleibol de Serbia y Montenegro
La Selección de voleibol de Serbia y Montenegro  fue el equipo masculino representativo de voleibol de Serbia y Montenegro en las competiciones internacionales organizadas por la Confederación Europea de Voleibol (CEV), la Federación Internacional de Voleibol (FIVB) o el Comité Olímpico Internacional (COI). 

## Historia
El equipo se formó en 2003 procediendo de la Selección de voleibol de la República Federal de Yugoslavia y existió hasta el año 2006 cuando consecuentemente a la división política de Serbia y Montenegro nacieron la Selección de voleibol de Serbia y la Selección de voleibol de Montenegro.
A pesar de su corta existencia el equipo participó en los  Juegos Olímpicos de Atenas 2004, en el Mundial de 2006 y en dos ediciones del Campeonato Europeo incluida la ospitada en 2005, donde acaba en tercer lugar después de derrotar a España por 3-0.
En las cuatro ediciones de la Liga disputadas consigue dos platas, en 2003 y 2005, siempre derrotada en la final por Brasil, y el bronce en 2004.
Participa gracias a una wild card en la Copa Mundial de 2003 acabando la cita en tercer lugar por detrás de Brasil e Italia.

## Historial
| \| - Tokío 1964: No existía [2] - México 1968: No existía[2] - Múnich 1972: No existía[2] \| - Montreal 1976: No existía[2] - Moscú 1980: No existía[2] - Los Ángeles 1984: No existía[2] \| - Seúl 1988: No existía[2] - Barcelona 1992: No existía [3] - Atlanta 1996: No existía [3] \| - Sídney 2000: No existía [3] - Atenas 2004: 5° \| |                                                                                     |                                                                                 |                                             |
| - Tokío 1964: No existía - México 1968: No existía - Múnich 1972: No existía | - Montreal 1976: No existía - Moscú 1980: No existía - Los Ángeles 1984: No existía | - Seúl 1988: No existía - Barcelona 1992: No existía - Atlanta 1996: No existía | - Sídney 2000: No existía - Atenas 2004: 5° |

| \| - 1949: No existía[2] - 1952: No existía[2] - 1956: No existía[2] - 1960: No existía[2] - 1962: No existía[2] \| - 1966: No existía[2] - 1970: No existía[2] - 1974: No existía[2] - 1978: No existía[2] - 1982: No existía[2] \| - 1986: No existía[2] - 1990: No existía[2] - 1994: No existía [3] - 1998: No existía [3] - 2002: No existía [3] \| - 2006: 4° \| |                                                                                                |                                                                                                |            |
| - 1949: No existía - 1952: No existía - 1956: No existía - 1960: No existía - 1962: No existía | - 1966: No existía - 1970: No existía - 1974: No existía - 1978: No existía - 1982: No existía | - 1986: No existía - 1990: No existía - 1994: No existía - 1998: No existía - 2002: No existía | - 2006: 4° |

| \| - 1990: No existía[2] - 1991: No existía[2] - 1992: No existía [3] - 1993: No existía [3] - 1994: No existía [3] \| - 1995: No existía [3] - 1996: No existía [3] - 1997: No existía [3] - 1998: No existía [3] - 1999: No existía [3] \| - 2000: No existía [3] - 2001: No existía [3] - 2002: No existía [3] - 2003: 2° - 2004: 3° \| - 2005: 2° - 2006: 5° \| |                                                                                                |                                                                                |                       |
| - 1990: No existía - 1991: No existía - 1992: No existía - 1993: No existía - 1994: No existía | - 1995: No existía - 1996: No existía - 1997: No existía - 1998: No existía - 1999: No existía | - 2000: No existía - 2001: No existía - 2002: No existía - 2003: 2° - 2004: 3° | - 2005: 2° - 2006: 5° |

| \| - 1948: No existía[2] - 1950: No existía[2] - 1951: No existía[2] - 1955: No existía[2] - 1958: No existía[2] - 1963: No existía[2] \| - 1967: No existía[2] - 1971: No existía[2] - 1975: No existía[2] - 1977: No existía[2] - 1979: No existía[2] - 1981: No existía[2] \| - 1983: No existía[2] - 1985: No existía[2] - 1987: No existía[2] - 1989: No existía[2] - 1991: No existía [3] - 1993: No existía [3] \| - 1995: No existía [3] - 1997: No existía [3] - 1999: No existía [3] - 2001: No existía [3] - 2003: 4° - / 2005: 3° \| | | | |
| - 1948: No existía - 1950: No existía - 1951: No existía - 1955: No existía - 1958: No existía - 1963: No existía | - 1967: No existía - 1971: No existía - 1975: No existía - 1977: No existía - 1979: No existía - 1981: No existía | - 1983: No existía - 1985: No existía - 1987: No existía - 1989: No existía - 1991: No existía - 1993: No existía | - 1995: No existía - 1997: No existía - 1999: No existía - 2001: No existía - 2003: 4° - / 2005: 3° |

| \| - 1965: No existía[2] - 1969: No existía[2] - 1977: No existía[2] \| - 1981: No existía[2] - 1985: No existía[2] - 1989: No existía[2] \| - 1991: No existía [3] - 1995: No existía [3] - 1999: No existía [3] \| - 2003: 3° \| |                                                          |                                                          |            |
| - 1965: No existía - 1969: No existía - 1977: No existía | - 1981: No existía - 1985: No existía - 1989: No existía | - 1991: No existía - 1995: No existía - 1999: No existía | - 2003: 3° |

## Medallero
| Competición        | Oro | Plata | Bronce | Total |
| ------------------ | --- | ----- | ------ | ----- |
| Juegos Olímpicos   | 0   | 0     | 0      | 0     |
| Campeonato Mundial | 0   | 0     | 0      | 0     |
| Campeonato Europeo | 0   | 0     | 1      | 1     |
| Liga Mundial       | 0   | 2     | 1      | 3     |
| Copa Mundial       | 0   | 0     | 1      | 1     |
| Total              | 0   | 2     | 3      | 5     |